# Lithax niger
Lithax niger är en nattsländeart som först beskrevs av Hagen 1859.  Lithax niger ingår i släktet Lithax och familjen grusrörsnattsländor. Inga underarter finns listade i Catalogue of Life.